# النادي الأدبي (الكويت)
النادي الأدبي أو النادي الأدبي الكويتي أو النادي الأدبي في الكويت أنشئ في عام 1924 وكان هدفه نشر الثقافة والفكر في الكويت، ترجع فكرة تأسيسه لخالد سليمان العدساني ونوقش الأمر في ديوان الشيخ عبد الله الجابر الصباح. افتتح النادي في أبريل 1924 في حفلة ألقيت فيها القصائد والخطب، وانتظم في عضويته عدد من شباب الكويت، و تبرع له المحسنون بعدد من الكتب، كما اشترك النادي بجملة من الجرائد، و تبرع له حاكم الكويت بما يرد باسمه من صحف، كان أعضاء النادي يجتمعون يومياً لبحث قضايا الأدب و المجتمع لكن ضعف تأثير النادي بعد سنتين من تأسيسه نتيجه لتأثره بالشأن السياسي.